# Master and Servant
Singles de Depeche Mode
People Are People
(1984) Blasphemous Rumours / Somebody
(1984)
Pistes de Some Great Reward
Somebody If You Want
Master and Servant est le onzième single de Depeche Mode sorti le 20 août 1984, et le deuxième extrait de l'album Some Great Reward.
Malgré la controverse et la censure qui ont entouré cette chanson, elle s'est classée 9e du classement britannique des ventes de singles, et constitue l'un des plus grands hits de la formation anglaise, demeurant l'un de ses morceaux emblématiques. En France, ce single se classe à la 34e place du Top 50.

## Historique
Master and Servant est remixée sous la forme du Slavery Whip Mix, la plus longue chanson en vinyle 12" de Depeche Mode à l'époque. Un autre remix existe, le Voxless, qui est un instrumental (comme son nom l'indique...) de la chanson. La face B du single est (Set Me Free) Remotivate Me, avec la version remix de celle-ci présente sur le vinyle 12".
Quelques rares versions de l'époque incorporent la chanson Are People People ? qui utilise des samples et paroles de People Are People. Are People People ? et Master and Servant [An ON-USound Science Fiction Dance Hall Classic] apparaissent tous les deux sur l'album Remixes 81–04 sorti en 2004. Ils sont remixés par Adrian Sherwood.
La production et le processus de mixage de la chanson sont restés pour Alan Wilder, Daniel Miller, et Gareth Jones comme les plus longs que Depeche Mode ait connus. La chanson aurait mis, à elle seule, sept jours à être conçue. Après tout le travail de remixage, ils ont réalisé qu'ils avaient malencontreusement laissé la caisse claire éteinte pendant le dernier refrain.
Le thème ouvertement BDSM des paroles de Master and Servant, ajouté à des effets de sons synthétisés de fouet et de chaîne, a valu le bannissement de la chanson sur beaucoup de radios aux États-Unis. Il a failli en être de même au Royaume-Uni avec la BBC, ce single aurait pu être censuré si un membre de l'équipe de la BBC qui voulait la bannir n'avait pas été en vacances au moment du vote pour le choix de la diffusion ou non de "Master and Servant" sur les ondes.
Le clip de Master and Servant a été réalisé par Clive Richardson, et comprend des images à caractère plus ou moins BDSM, ainsi que des images représentant la vie quotidienne, mêlées de passages avec Dave Gahan seul (avec de temps en temps la superposition sur l'image d'une femme rousse) et les trois autres membres du groupe ensemble, où à certains moments seuls.
À noter par ailleurs que ce titre représente pour Depeche Mode son dernier à atteindre le Top 10 anglais durant la décennie 1980 ; le groupe devra en effet attendre la parution de son single Enjoy the Silence, en 1990, pour à nouveau se classer dans le Top 10 britannique (n°6).

## Liste des chansons

### Vinyle 7": Mute / Bong6 (R-U)
1. "Master and Servant" – 3:46
2. "(Set Me Free) Remotivate Me" – 4:12

### Vinyle 7": Sire / 7-28918 (US)
1. "Master and Servant" [edit] – 3:27
2. "(Set Me Free) Remotivate Me" – 4:12

### Vinyle 12": Mute / 12Bong6 (R-U)
1. "Master and Servant (Slavery Whip Mix)" – 9:38
2. "(Set Me Free) Remotivate Me (Release Mix)" – 8:49
3. "Master and Servant (Voxless)" – 4:00

### L12": Mute / L12Bong6 (R-U)
1. "Master and Servant (An ON-USound Science Fiction Dance Hall Classic)" – 4:34
2. "Are People People?" – 4:29
3. "(Set Me Free) Remotivate Me" – 4:12

- La piste numéro une a été ressortie sur les versions 2 et 3 CD de Remixes 81–04, alors que la deuxième n'apparaît que sur la version 3 CD.

### Vinyle 12": Sire / 0-20283 (US)
1. "Master and Servant (US Black and Blue Mix)" – 8:02 (édité par Joseph Watt)
2. "(Set Me Free) Remotivate Me (US 12" Mix)" – 7:59 (édité par Joseph Watt)
3. "Are People People?" – 4:29

### CD: Mute / CDBong6 (R-U)
1. "Master and Servant" – 3:46
2. "(Set Me Free) Remotivate Me" – 4:12
3. "Master and Servant (Slavery Whip Mix)" – 9:38
4. "(Set Me Free) Remotivate Me (Release Mix)" – 8:49
5. "Master and Servant (Voxless)" – 4:00

- La version CD du single est sortie en 1991 dans le cadre d'une sortie en compilation.
- Toutes les chansons sont écrites par Martin Gore.

## Classements
| Pays                                                 | Meilleure position |
| ---------------------------------------------------- | ------------------ |
| Allemagne                                            | 2                  |
| Belgique (Flandres)                                  | 6                  |
| États-Unis (Billboard Hot 100)                       | 87                 |
| États-Unis (Billboard Dance Music/Club Play Singles) | 49                 |
| France                                               | 34                 |
| Irlande                                              | 6                  |
| Pays-Bas                                             | 41                 |
| Royaume-Uni                                          | 9                  |
| Suède                                                | 7                  |
| Suisse                                               | 8                  |